# Endodothiora
Endodothiora es un género de hongos en la familia Dothioraceae.